# Colonia el Renacimiento
Colonia el Renacimiento är en ort i Mexiko.   Den ligger i kommunen Veracruz och delstaten Veracruz, i den sydöstra delen av landet, 300 km öster om huvudstaden Mexico City. Colonia el Renacimiento ligger 26 meter över havet och antalet invånare är 2 129.
Terrängen runt Colonia el Renacimiento är platt. Havet är nära Colonia el Renacimiento åt nordost. Runt Colonia el Renacimiento är det mycket tätbefolkat, med 1 221 invånare per kvadratkilometer. Närmaste större samhälle är Veracruz, 8,8 km sydost om Colonia el Renacimiento. Runt Colonia el Renacimiento är det i huvudsak tätbebyggt.